# Mariamme IV
Mariamme IV (ur. zapewne 14 lub 13 p.n.e., zm. po 4 p.n.e.) - księżniczka żydowska, wnuczka Heroda Wielkiego.
Była córką Arystobula I i jego żony Bereniki I; siostrą Heroda Agryppy I, Heroda z Chalkis, Arystobula II i Herodiady.
Około 8/7 p.n.e. dziadek Mariamme IV, Herod Wielki, obiecał jej rękę swojemu wnukowi, nieznanemu z imienia synowi Antypatra II. Później postanowiono, że Mariamme poślubi swojego stryja Antypatra II. Małżeństwo nie doszło do skutku, ponieważ za spiskowanie przeciwko ojcu Antypater II został uwięziony i stracony w 4 p.n.e.
Dalsze losy Mariamme IV nie są znane. Sądzi się, że po śmierci dziadka w 4 p.n.e. wraz z matką i rodzeństwem udała się do Rzymu. Część badaczy identyfikują ją z Mariamme III, żoną etnarchy Judei Archelaosa, innego z synów Heroda Wielkiego.